# Internacionalismo liberal
El internacionalismo liberal es una doctrina de política exterior que declara que los estados liberales deberían intervenir en otros estados soberanos de modo que persigan objetivos liberales. Tal intervención puede incluir tanto la invasión militar como la ayuda humanitaria. Esta perspectiva, cuyos críticos llaman intervencionismo liberal, adquiere contraste con las doctrinas aislacionistas, realistas, y no intervencionistas.

## Historia
El internacionalismo liberal emergió durante el siglo XIX, notablemente bajo los auspicios del primer ministro y secretario de asuntos exteriores británico Lord Palmerston, siendo fue desarrollado en la segunda década del siglo XX bajo la mira del presidente estadounidense Woodrow Wilson.

## Teoría
El objetivo del internacionalismo liberal es el de lograr estructuras globales dentro del sistema internacional que estén inclinadas hacia promover un orden mundial liberal. A ese punto, el libre comercio global, la economía liberal, y los sistemas políticos liberales son todos fomentados. Adicionalmente, los internacionalistas liberales apoyan que la democracia surja globalmente. Una vez ello, habrá como resultado una relación entre democracias caracterizada por una tesis de paz democrática, al mismo tiempo que resultará un "dividendo de paz", esto último porque estados liberales tendrán relaciones caracterizadas por la no violencia.
El internacionalismo liberal declara que, a través de organizaciones multilaterales como las Naciones Unidas, es posible evitar los peores excesos de "política de poder" en relaciones entre naciones.

## Ejemplos
Un ejemplo entre los internacionalistas liberales es el ex primer ministro británico Tony Blair. En los Estados Unidos, el grupo en cuestión es asociado con el Partido Demócrata, sin embargo, muchos pensadores neoconservadores en los Estados Unidos han empezado a emplear argumentos similares a los de un típico internacionalista liberal. De hecho, a medida que las dos ideologías se vuelven más similares, esto muestra que el pensamiento internacionalista liberal se está difundiendo dentro del Partido Republicano. Otros argumentan que el neoconservadurismo y el internacionalismo liberal son filosofías de política exterior diferentes, pues los neoconservadores sólo podrían aplicar una retórica similar a los internacionalistas liberal cuando en realidad tienen objetivos y métodos de intervención de política exterior muy distintos.
Entre los ejemplos comúnmente aludidos de intervencionismo liberal en acción se incluye la intervención de la OTAN en Bosnia y Herzegovina, el bombardeo de la OTAN sobre Yugoslavia de 1999, la intervención militar británica en la guerra civil de Sierra Leona, y la intervención militar en Libia de 2011.Según el historiador Timothy Garton Ash estas se diferencian de otras intervenciones militares a mayor escala, debido a motivaciones liberales y objetivos limitados.
Las instituciones multilaterales, como el PNUD, UNICEF, la OMS y la Asamblea General de las Naciones Unidas, también han sido consideradas ejemplos de internacionalismo liberal.
Según Ikenberry y Yolchi Funabashi, uno de los pilares clave del internacionalismo liberal en la práctica es la constitución democrática y la prosperidad basada en el comercio de Japón, lo que convierte a Japón en un importante estabilizador del orden internacional liberal en la región Asia-Pacífico.